# Польское дерматологическое общество
Польское дерматологическое общество (пол. Polskie Towarzystwo Dermatologiczne) — польское научное общество, основанное в 1920 году.
Согласно Уставу, целью Общества является развитие знаний и повышение научного уровня и профессиональной квалификации дерматологов и других членов Общества; распространение знаний и навыков в области гигиены и здоровья кожи человека; формирование социальных и этических взаимоотношений членов Общества; надзор за программами специализации по дерматологии и венерологии.
В состав Общества входят 14 региональных филиалов и 13 научных секций.
Общество издает научный журнал Przegląd Dermatologiczny.
Общество является партнёром и членом крупнейших международных дерматологических организаций, в том числе Международной лиги дерматологических обществ (англ. International League of Dermatological Societies) и Европейской академии дерматологии и венерологии (англ. European Academy of Dermatology and Venereology).
В качестве поощрения научно-исследовательской деятельности, Обществом утверждены и вручаются премии и мини-гранты. За выдающиеся научные достижения в области дерматологии Общество вручает «Медаль имени профессора Стефании Яблонской».
Председателем Общества является доктор медицинских наук, профессор Lidia Rudnicka.